# Aenictus brevicornis
Aenictus brevicornis är en myrart som först beskrevs av Mayr 1879.  Aenictus brevicornis ingår i släktet Aenictus och familjen myror. Inga underarter finns listade i Catalogue of Life.